# 한라산 모세왓 유문암질 각력암 지대
한라산 모세왓 유문 암질 각력암 지대(漢拏山 모세왓 流紋岩質 角礫岩 地帶, Rhyolitic Breccia Area of Mosewat, Hallasan Mountain)는 대한민국 제주특별자치도 한라산에 위치한 천연기념물이다. 크기가 제각각인 유문암질 암석 조각들이 서로 맞물려 넓게 분포하고 있는 지대로, 한라산 백록담 남서쪽 방향 외곽 지역에 약 2.3km 구간에 걸쳐 있고 최대 폭은 500~600m에 이른다. 약 2만 8천 년 전, 소규모 용암돔이 붕괴하면서 생긴 화산쇄설류에 의해 만들어진 것으로 화산지질학적 가치가 높다.
한라산 모세왓에서 발견되는 유문암질 암석은 제주에서 흔히 볼 수 있는 어두운 색을 띠는 현무암질 암석과는 달리 이산화규소(SiO₂) 함유량이 높아 밝은 색을 띠고 있다. 제주 지역 현무암질 화산암의 이산화규소(SiO₂) 함유량은 45~65%, 한라산 모세왓 유문암의 이산화규소(SiO₂) 함유량은 70.5%로, 규산 함유량이 높을수록 암석이 밝은 색을 띈다. 따라서 쉽게 구별되는 것이 특징이다. 제주 방언으로 모래밭을 뜻하는 ‘모세왓’은 유문암질 각력암들이 널려 있는 광경이 마치 모래밭과 유사하다고 하여 붙여진 지명으로, 밝은색의 유문암질 암석의 지질학적 특성이 반영된 것으로 해석된다.
화산의 마그마가 서서히 식으며 화학성분이 점차 변해 현무암질-안산암질-유문암질 순으로 암석화되어 가는데, 그동안 제주에는 현무암질 암석만 존재하는 것으로 알려져 왔으나, 「한라산 모세왓 유문암질 각력암 지대」를 통해 유문암질 암석의 존재가 처음으로 확인된 것이다.
특히 생성연대가 명확히 밝혀진 유문암질 각력암의 파편들이 비교적 넓은 지표퇴적층에서 발견되고 밝은 색을 띠고 있어 퇴적층의 다른 암석과 쉽게 구별되는 특성으로 인해, 한라산 고지대의 화산 퇴적층이 쌓인 순서(층서)를 해석하는 데 중요한 단서를 제공해 주고 있어 높은 지질학적 가치를 지녔다.

## 참고 문헌
- 이 문서에는 국가유산청에서 공공누리 제1유형으로 배포된 자료를 바탕으로 한 내용이 포함되어 있습니다.